# Dr. Ferdinand Lumban Tobing Airport
Dr. Ferdinand Lumban Tobing Airport (engelska: Sipirok Airport, Ferdinand Lumban Tobing Airport) är en flygplats i Indonesien.   Den ligger i kabupatenet Kota Sibolga och provinsen Sumatera Utara, i den västra delen av landet, 1 200 km nordväst om huvudstaden Jakarta. Dr. Ferdinand Lumban Tobing Airport ligger 13 meter över havet.
Terrängen runt Dr. Ferdinand Lumban Tobing Airport är kuperad åt nordost, men åt sydväst är den platt. Runt Dr. Ferdinand Lumban Tobing Airport är det ganska tätbefolkat, med 100 invånare per kvadratkilometer. I omgivningarna runt Dr. Ferdinand Lumban Tobing Airport växer i huvudsak städsegrön lövskog.